# Aenne Brauksiepe
Aenne Brauksiepe z domu Engels (ur. 23 lutego 1912 w Duisburgu, zm. 1 stycznia 1997 w Oelde) – niemiecka pedagog i polityk, deputowana do Bundestagu, wiceprzewodnicząca CDU (1967–1969), federalna minister rodziny i młodzieży (1968–1969).

## Życiorys
Brauksiepe urodziła się jako córka urzędnika kolejowego Heinricha Engelsa i jego żony Käthe – działaczki Zentrumspartei i radnej miejskiej w Duisburgu. W 1931 roku ukończyła liceum katolickie i rozpoczęła pracę jako wychowawca w domu dla niepełnosprawnych dzieci.
Ze względu na zaangażowanie polityczne rodziny, nazistowskie władze uniemożliwiły jej rozpoczęcie studiów pedagogicznych i w 1934 roku opuściła III Rzeszę, przenosząc się do Szkocji, gdzie rozpoczęła naukę na college’u w Glasgow. Po czterech latach wyjechała do Holandii, gdzie ponownie pracowała z dziećmi z niepełnosprawnościami. W 1937 roku wyszła za mąż za dziennikarza Wernera Brauksiepe (1910–1985). Od 1943 roku mieszkała wraz z mężem w rodzinnym Duisburgu, gdzie urodził się jej jedyny syn Bernd.
Po zakończeniu wojny zainicjowała komitet wspierający uchodźców i innych potrzebujących w zniszczonym wojną rodzinnym mieście. W 1946 roku jako jedyna kobieta została radną duisburskiej rady miejskiej. W tym samym czasie organizowała lokalne struktury Unii Chrześcijańsko-Demokratycznej (CDU).
W wyborach parlamentarnych w 1949 roku zdobyła mandat deputowanej do Bundestagu z list CDU. Mandat utrzymywała w kolejnych wyborach, sprawując funkcję posłanki do 1972 roku. W 1958 roku została wybrana na przewodniczącą chadeckiej organizacji kobiecej – Frauen Union.

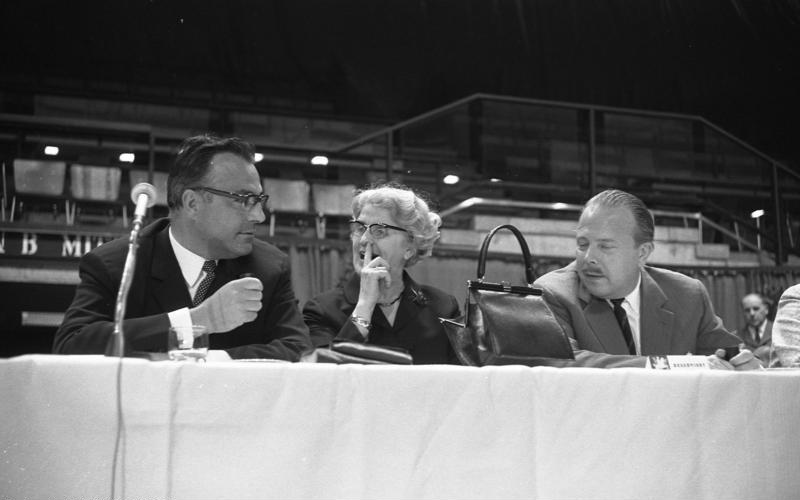
Helmut Kohl, Aenne Brauksiepe oraz Karl Theodor von und zu Guttenberg podczas spotkania CDU w Ludwigshafen

Po wyborach do Bundestagu w 1961 roku dowiedziawszy się, że w nowym gabinecie federalnym ponownie nie będzie żadnej kobiety, Aenne Brauksiepe wraz z kilkoma innymi parlamentarzystkami CDU/CSU zorganizowała pewnego rodzaju „strajk okupacyjny” w Urzędzie Kanclerskim, który miał trwać, dopóki na nowej liście gabinetowej nie znajdzie się miejsce dla kobiety. Kanclerz Adenauer ostatecznie zgodził się na ich prośbę i zdecydował o utworzeniu nowego resortu – Ministerstwa Zdrowia, którego kierowanie powierzył Elisabeth Schwarzhaupt.
W latach 1964–1969 była wiceprzewodniczącą frakcji poselskiej CDU/CSU, a w 1967 roku została wybrana na wiceprzewodniczącą partii na szczeblu federalnym.
Kiedy dotychczasowy federalny minister ds. rodziny i młodzieży Bruno Heck, zrezygnował z urzędu na rok przed końcem kadencji, aby przygotować kampanię wyborczą swojej partii, Brauksiepe została wybrana w październiku 1968 roku na jego następczynię. Sprawowała funkcję do końca kadencji w 1969 roku. Podczas jej rocznego urzędowania wprowadzono m.in. wolne soboty w szkołach czy regulację statusu dzieci z pozamałżeńskich związków.
W 1969 roku została odznaczona Orderem Zasługi Republiki Federalnej Niemiec. Zrezygnowała z kandydowania w wyborach w 1972 roku i wycofała się z aktywnej polityki. Zmarła w wieku 84 lat w Oels.